# Conus austroviola
Conus austroviola é uma espécie de gastrópode do gênero Conus, pertencente à família Conidae.